# Зейтинбурну
„Зейтинбурну“ (на турски: Zeytinburnu) е община и околия на град Истанбул, Турция. Разположена е в Европейската част на Турция. Общата ѝ площ е 11,16 км2. Според данни на Адресната система за регистриране на населението (ABPRS) към 2024 г. населението на „Зейтинбурну“ е 278 344 жители.

## Квартали
Околията е съставена от 13 квартала:
- „Бештелсиз“
- „Вели ефенди“
- „Гьокалп“
- „Йенидоган“
- „Йешилтепе“
- „Казлъчешме“
- „Малтепе“
- „Меркез ефенди“
- „Нури паша“
- „Сейитнизам“
- „Сюмер“
- „Телсиз“
- „Чъпръпджъ“